# 합송초등학교
합송초등학교는 대한민국 충청남도 부여군에 있는 공립 초등학교이다.

## 학교 연혁
- 1956년 6월 10일 합송국민학교로 개교
- 1984년 12월 31일 전동교사 개축
- 1995년 3월 1일 농촌형 학교급식 실시
- 1996년 3월 1일 합송초등학교로 개명
- 2002년 4월 1일 농어촌 교육진흥학교(나) 지정
- 2006년 6월 5일 과학진흥학교 표창(교육감)
- 2007년 8월 7일 실천단계 학교교육과정 운영 우수교 표창(교육감)
- 2007년 10월 17일 학교평가 최우수교 선정 표창(교육감)
- 2008년 8월 19일 실천단계 교육과정운영 평가 우수(교육감)
- 2009년 12월 21일 과학·정보교육 우수학교 표창(교육장)
- 2010년 2월 18일 제55회 졸업식(총 4,762명)
- 2010년 10월 11일 학교교육과정 운영 우수학교 선정
- 2011년 3월 1일 7학급 편성 (특수학급1)
- 2011년 9월 1일 유창열 교장선생님 부임
- 2014년 3월 1일 박미숙 교장선생님 부임 / 교육부요청 융합인재교육 시범학교
- 2015년 3월 1일 제59회 졸업식(총4,809명)
- 2015년 9월 1일 김용일 교장선생님 부임

## 참고 자료
- 합송초등학교 - 한국교육학술정보원 학교알리미